# Fats Domino
Fats Domino, eredeti nevén Antoine Dominique Domino (New Orleans, Louisiana, 1928. február 26. – Harvey, Louisiana, 2017. október 24.) amerikai énekes, zongorista és dalszerző. Jellegzetes hangjával és zongorajátékával jelentősen hozzájárult a rhythm and blues és a rock and roll jellegzetes hangzásához. Már Elvis Presley, Chuck Berry, Little Richard és Jerry Lee Lewis előtt színpadon volt. Lemezeiből több mint 100 millió példányt adtak el, a toplistákra száznál több dala került.

## Életpályája
Tízéves korában kezdett zenélni, a negyvenes évek végén rögzítették The Fat Man című dalát.
Fats Domino jellegzetes franciás akcentussal énekelt. A Blueberry Hill volt a legmaradandóbb sikere, ami a Billboard afroamerikai énekesek listáján az 1., kislemezlistáján a 2. helyezést érte el, továbbá szerepel a Rolling Stone magazin minden idők legjobb 500 dala között.
A Beatles az ő tiszteletére írta a Lady Madonnát. Kovács Kati Domino című 1979-es dala róla szól.

## Híres dalai
- Blueberry Hill
- Walkin To New Orleans
- Ain’t That a Shame
- Jambalaya, I’m Ready
- Mardi Gras in New Orleans
- Let The Four Winds Blow
- Blue Monday
- Margie
- I’m In Love Again
- Blue Heaven
- Hello Josephine, stb.